# Carex porrecta
Carex porrecta là một loài thực vật có hoa trong họ Cói. Loài này được Reznicek & Camelb. mô tả khoa học đầu tiên năm 1996.